# Themara jacobsoni
Themara jacobsoni är en tvåvingeart som beskrevs av Meijere 1916. Themara jacobsoni ingår i släktet Themara och familjen borrflugor. Inga underarter finns listade i Catalogue of Life.